# ملعب بيلفيدير
ملعب الفتح هو ملعب رياضي يقع في وسط العاصمة الرباط، المغرب، افتتح رسمياً في عام 1923، وهو على مقربة من المعلمة التاريخية باب الرواح، ويتسع ل 15000 متفرج. وهو من أعرق وأقدم الملاعب في المغرب. تم إنشاؤه في عهد الحماية قبل الاستقلال. يتميز بتصميم أوروبي حيث أن المدرجات قريبة من أرضية الملعب نظراً لعدم إدراج الحلبة المطاطية أو مضمار ألعاب القوى في تصميم الملعب آنذاك. احتضن الملعب العديد من المباريات الدولية لمنتخب المغرب كما لعبت على أرضيته العديد من الفرق الأوربية العملاقة مباريات حبية مثل ريال مدريد. وسبق لنادي الجيش الملكي أن خاض بعض مبارياته الرسمية بهذا الملعب في السابق.

## تفاصيل
- السعة : 15000 متفرج
- 90 متر طول على 50 متر عرض
- 200 مقعد لكبار الشخصيات
- 20 مقعد للوسائل الإعلام